# Уральский сельсовет (Курганская область)
Ура́льский сельсове́т — муниципальное образование со статусом сельского поселения в Варгашинском районе Курганской области Российской Федерации.
Административный центр — село Яблочное.
Законом Курганской области от 4 марта 2020 года № 2 был присоединён к Мостовскому сельсовету.

## История
В соответствии с Законом Курганской области от 6 июля 2004 года № 419 сельсовет наделён статусом сельского поселения.

## Население
| 1989 | 2002  | 2010 | 2012 | 2013 | 2014 | 2015 |
| ---- | ----- | ---- | ---- | ---- | ---- | ---- |
| 1289 | ↘1078 | ↘755 | ↘740 | ↘693 | ↘661 | ↘629 |
| 2016 | 2017  | 2018 | 2019 | 2020 |      |      |
| ↘616 | ↘591  | ↘582 | ↘553 | ↘540 |      |      |

## Состав сельского поселения
| № | Населённый пункт | Тип населённого пункта       | Население |
| - | ---------------- | ---------------------------- | --------- |
| 1 | Большое Молотово | деревня                      | ↘105      |
| 2 | Заозерная        | деревня                      | ↘77       |
| 3 | Новый Путь       | деревня                      | ↘9        |
| 4 | Урал             | деревня                      | ↘198      |
| 5 | Яблочное         | село, административный центр | ↘366      |